# خودروی فرمول یک

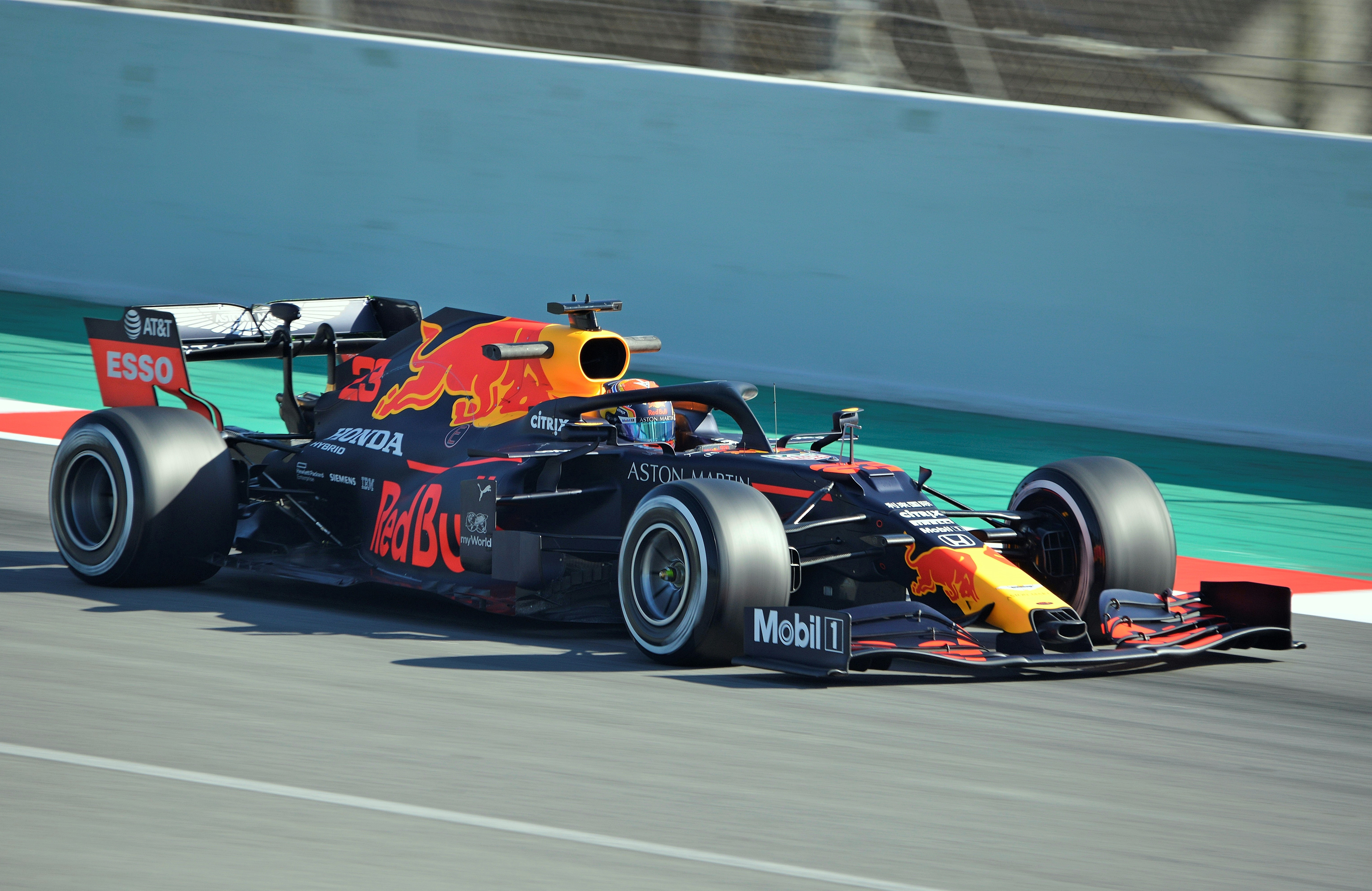
یک رد بول ریسینگ آربی۱۶ با رانندگی الکساندر آلبون

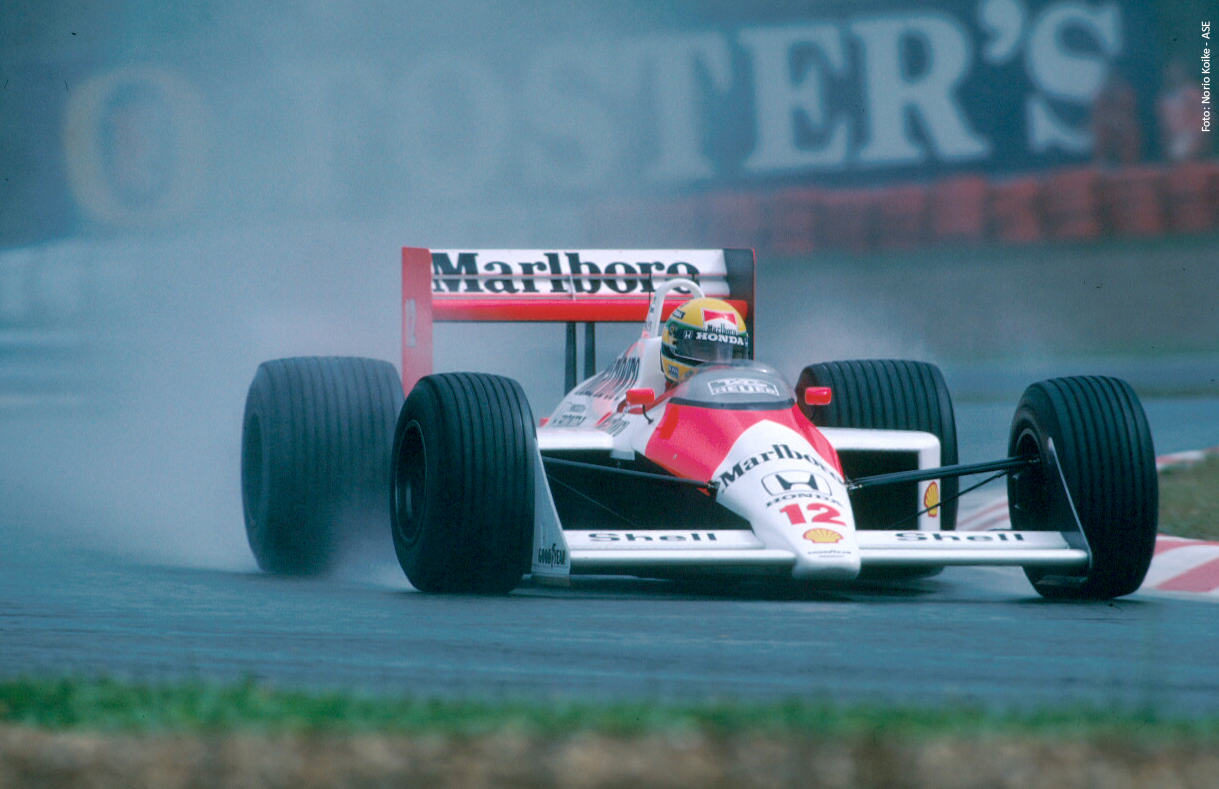
مک‌لارن ام‌پی۴/۴ با رانندگی آیرتون سنا در سال ۱۹۸۸

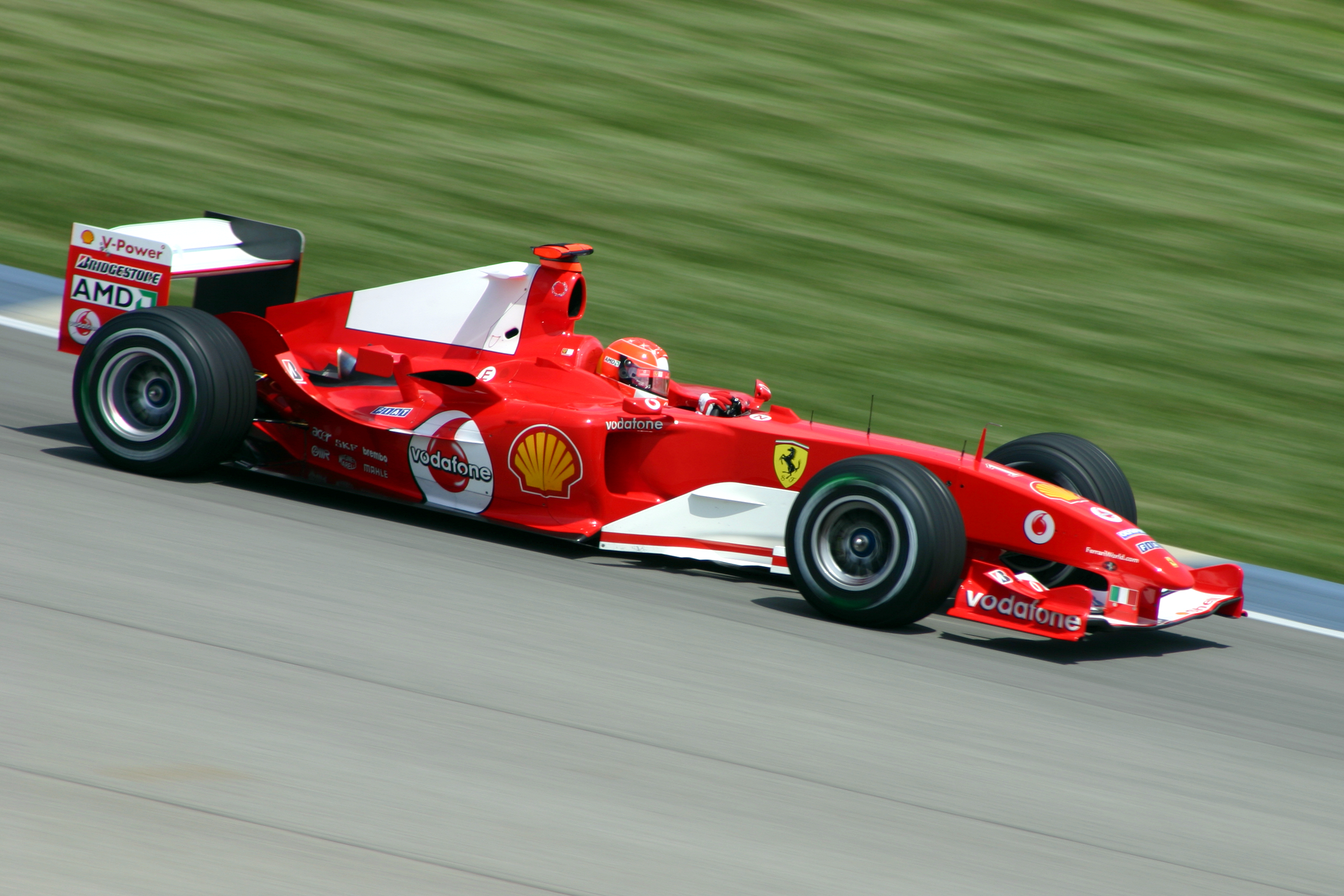
فراری اف۲۰۰۴ بسیار موفق

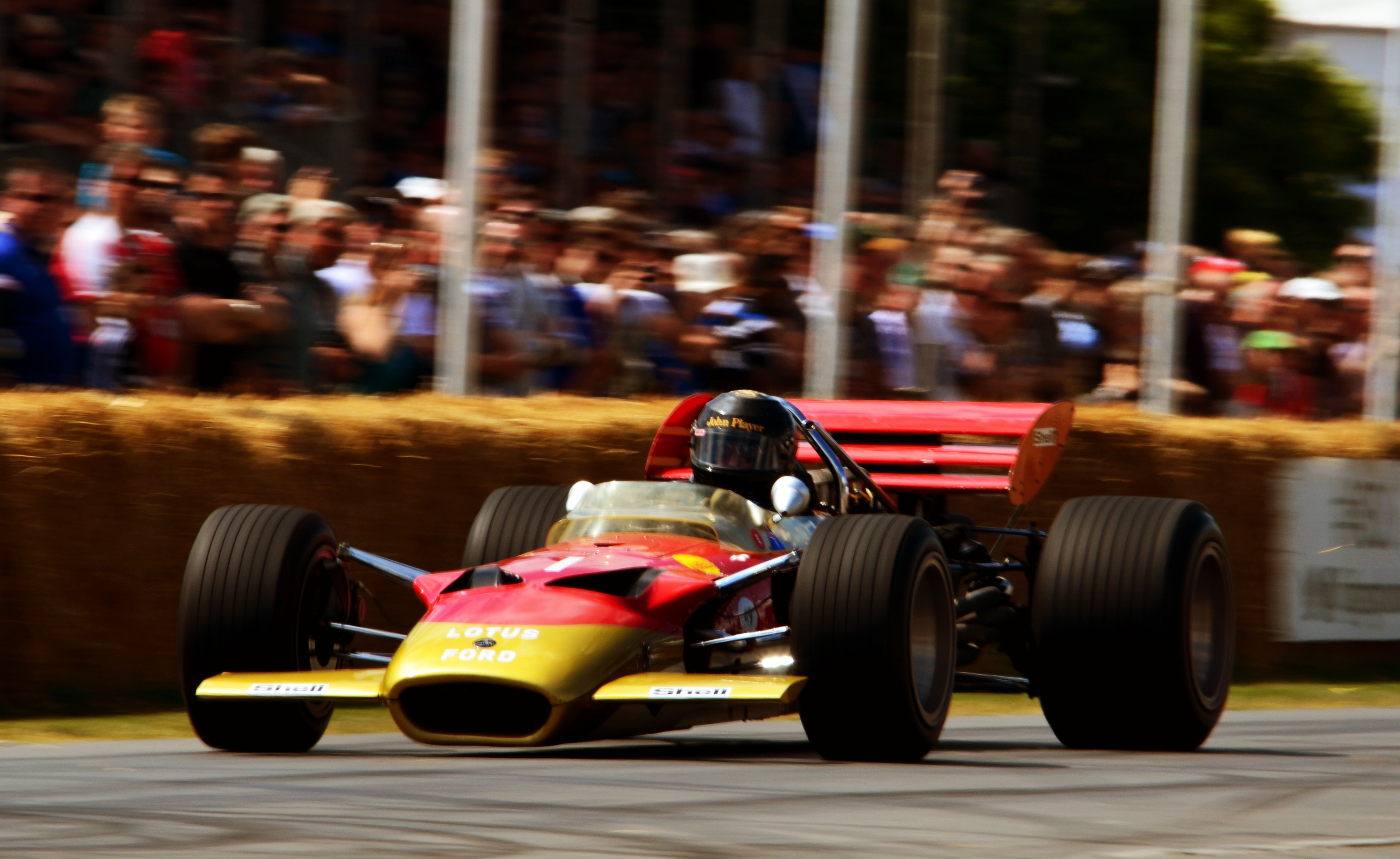
لوتوس بی۴۹

خودرو فرمول یک (به انگلیسی: Formula One car) ماشینی است تک صندلی، کابین باز، چرخ باز با بال‌های جلو و عقب بزرگ. دارای موتوری در پشت راننده که در مسابقات فرمول یک مورد استفاده قرار می‌گیرد. آیین‌نامه‌های مربوط به اتومبیل‌ها فقط مربوط به مسابقات قهرمانی است و مشخص می‌کند که اتومبیل‌ها باید توسط تیم‌های اتومبیلرانی ساخته شوند، اگرچه طراحی و ساخت می‌تواند به خارج از کشور سپرده شود.

## طراحی شاسی
اتومبیل‌های فرمول یک امروزی از کامپوزیت‌های الیاف کربن و مواد بسیار سبک‌وزن ساخته شده‌اند. حداقل وزن مجاز ۷۴۰ کیلوگرم (۱٬۶۳۱ پوند) (با راننده) است، ولی سوخت را شامل نمی‌شود. وزن خودروها با لاستیک‌هایی اندازه گرفته می‌شوند که توسط پیرلی انتخاب شده‌اند. قبل از فصل ۲۰۱۴، وزن ماشین‌ها معمولاً کمتر از این حد بود بنابراین تیم‌ها به منظور افزودن وزن به ماشین، بالاست اضافه می‌کردند. مزیت استفاده از بالاست این است که می‌تواند در هر مکانی از ماشین قرار گیرد تا توزیع ایدئال وزن را فراهم کند. این می‌تواند به منظور کاهش ثبات مرکز ثقل خودرو کمک کند.

## موتورها

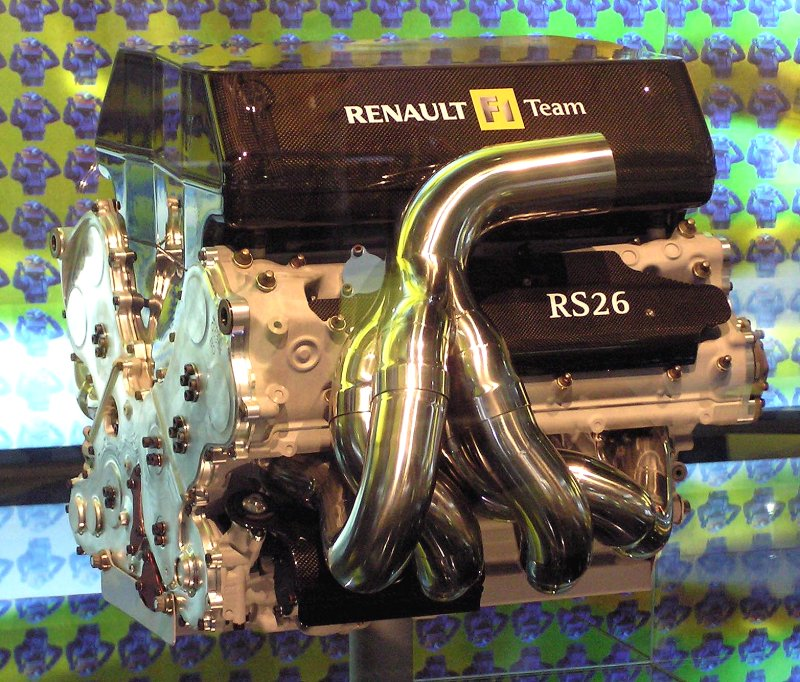
یک موتور رنو(RS26 V8)

در فصل ۲۰۰۶ شاهد بودیم که فدراسیون بین‌المللی اتومبیل‌رانی (فیا) یک موتور جدید را در آن زمان معرفی کرد. این موتورها یک موتورهای ۲٫۴ لیتری تنفس طبیعی بود.
از فصل ۲۰۱۴، همه خودروهای فرمول یک به موتورهای ۱٫۶ لیتری V6 توربوشارژ مجهز شده‌اند.

## گیربکس
اتومبیل‌های فرمول یک از گیربکس‌های نیمه اتوماتیک استفاده می‌کنند. در آیین‌نامه آمده‌است که گیربکس‌ها باید ۸ دنده جلو داشته باشند (قبل از ۲۰۱۴ ۷ دنده بود).یک دنده عقب دارند

## آیرودینامیک

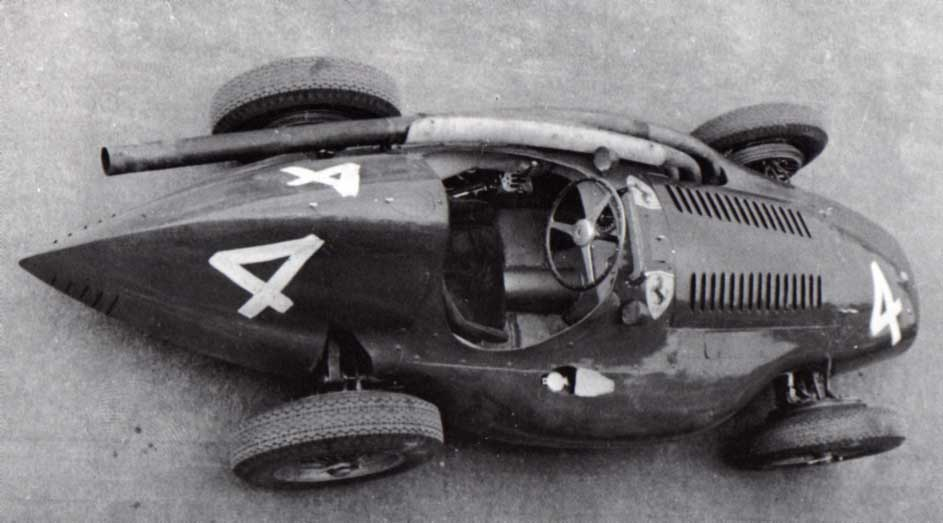
بدنه‌ی ساده فراری 553 F1 ۱۹۵۴

آیرودینامیک کلید موفقیت در این ورزش شده‌است و تیم‌ها هر ساله ده‌ها میلیون دلار صرف تحقیق و توسعه در این زمینه می‌کنند.
طراح آیرودینامیک دو نگرانی اصلی دارد: ایجاد نیروی داون‌فورس، برای بهبود نیروهای پیچش، و کم کردن درگ (مقاومت هوا).
《سیستم دی آراس》
از سال ۲۰۱۱ سیستم دی‌آراس به فرمول یک اضافه شد که مقاومت هوا را کم می‌کند. طبق آیین‌نامه‌ها، این سیستم در محوطه دی‌آراس {به انگلیسی|DRS zone} 
فعال می‌شود. 
برای فعال شدن سیستم راننده‌ها باید در نقطه مشخص شده با خودروی جلویی فاصله‌ای کم‌تر از یک ثانیه داشته باشند.
《ترمز》
هر اتومبیل {F1} متوسط می‌تواند 
در حدود ۱۵ متر (۴۹ فوت) سرعت خود را از ۱۰۰ به ۰ کیلومتر در ساعت (۶۲ تا ۰ مایل در ساعت) برساند.